# Departamento de Madriz
Madriz es un departamento de Nicaragua. Su cabecera departamental es Somoto. Se encuentra al norte del país, cerca del puesto aduanero y migratorio de "El Espino" en la frontera con la República de Honduras.

## Geografía

### Límites
El departamento de Madriz limita al norte con el departamento de Nueva Segovia, al sur con los departamentos de Estelí y Chinandega, al este con el departamento de Jinotega y el oeste con la República de Honduras.

### Hidrografía
El río Coco cruza el departamento formando una amplia S y recibiendo en esta parte las aguas de los afluentes Tapacalí, Inalí, Yarí, Estelí, San Juan y Yalí. Al sur de Cusmapa, cerca del límite con el departamento de Chinandega, baja el río Negro rumbo al golfo de Fonseca, con su afluente principal en este sector el río Imire. Poco, quizás ningún provecho, se saca de estos ríos para riego o transporte. En los últimos años la cuenca superior del río Segovia ha padecido talas y sequías, a tal extremo que en el verano la corriente se interrumpe entre pozas y playones cuando cruza las secas llanuras entre El Espino, Somoto y Ocotal.

### Relieve
El relieve del departamento de Madriz es bastante variado. Hacia el suroeste se extiende la serranía de Tepesomoto, alargada fila de cumbres elevadas que tiene como puntos culminantes el llamado volcán Somoto (1730 m), Patasta (1736 m, el más elevado del departamento), Arenal (1625 m) y El Horno (1535 m); en ellos la humedad y la altura favorecen el cultivo del café. Entre esta fila y la frontera hondureña se presentan extensas mesas de cumbres planas como Moropoto, Miguisle, Asanda, Bilocaguasca y Alaupe. En el fondo de ellas circula el río Tapacalí que se junta al Comalí, procedente de Honduras, para formar el río Coco o Segovia muy cerca de la Aduana del Espino.
Estos relieves se originaron del antiguo vulcanismo que tuvo lugar en el centro del país durante la Era Terciaria, donde la topografía fue después fracturada y alzada en bloques, tal como lo revelan las extensas planchas de lava y acantilados de basalto y andesita que coronan las mesetas y la presencia de cerros apuntados como el volcán Somoto.
Hacia el norte, a uno y otro lado del río Coco o Segovia, se extienden los llanos secos de Somoto y Palacaguina, por donde se abre paso la CA-1 o Carretera Panamericana. Los cerros Quisuca (1245 m) y Musunse (1345 m) se destacan cerca de Totogalpa. Las rocas rojizas (conglomerados) en los alrededores de esta población fueron sedimentadas en tiempos muy pretéritos, en el fondo de un lago hoy desecado.

## Toponimia
La región formaba antiguamente parte del extenso  departamento de Nueva Segovia, del que se segregó en 1936 adoptando el nombre del ilustre presidente José Madriz y tomando a Somoto como cabecera departamental. En las décadas pasadas su desarrollo se vio favorecido por el paso de la carretera Panamericana hacia Honduras.
Se nombra así en honor al presidente José Madriz, promotor de su fundación. Sus primeros pobladores fueron etnias chorotegas que llegaron a través de los ríos Choluteca y Guasaule. 
Comerciantes aztecas la llamaron Tepesomoto por una montaña próxima al poblado en donde existía un ave exótica que llamaban Xomontli. Cuenta con tres destacados recursos naturales: el cerro Tepesomoto – Pataste, el cañón de Somoto y el río Coco o Segovia o Wangki como lo denominan los sumos o mayagnas.

## Demografía
Demográficamente, el departamento de Madriz ocupa el décimo sexto lugar a nivel nacional con una población de 181 mil habitantes según las últimas estimaciones.
| Población histórica del departamento de Madriz | Población histórica del departamento de Madriz | Población histórica del departamento de Madriz |
| Año                                            | Habitantes                                     | Fuente                                         |
| ---------------------------------------------- | ---------------------------------------------- | ---------------------------------------------- |
| 1906                                           | 19 490                                         | Censo nicaragüense de 1906                     |
| 1920                                           | 25 585                                         | Censo nicaragüense de 1920                     |
| 1940                                           | 28 689                                         | Censo nicaragüense de 1940                     |
| 1950                                           | 33 178                                         | Censo nicaragüense de 1950                     |
| 1963                                           | 50 229                                         | Censo nicaragüense de 1963                     |
| 1971                                           | 53 423                                         | Censo nicaragüense de 1971                     |
| 1995                                           | 107 567                                        | Censo nicaragüense de 1995                     |
| 2005                                           | 132 459                                        | Censo nicaragüense de 2005                     |
| 2023                                           | 181 328                                        | Estimaciones del INIDE                         |

Madriz tiene una población actual de 181,328 habitantes. De la población total, el 50.3% son hombres y el 49.7% son mujeres. Casi el 34.2% de la población vive en la zona urbana.

## División administrativa
El departamento de Madriz está dividido administrativamente en nueve municipios:
| Municipio            | Superficie | Población  | Población       |
| Municipio            | Superficie | Censo 2005 | Estimación 2023 |
| -------------------- | ---------- | ---------- | --------------- |
| Las Sabanas          | 64.54 km²  | 4,136      | 5,063           |
| Palacagüina          | 156.5 km²  | 12,825     | 15,514          |
| San José de Cusmapa  | 129.9 km²  | 7,072      | 8,505           |
| San Juan de Río Coco | 181.7 km²  | 21,114     | 38,137          |
| San Lucas            | 152.1 km²  | 12,975     | 16,902          |
| Somoto               | 466.2 km²  | 33,788     | 40,573          |
| Telpaneca            | 353.3 km²  | 19,025     | 25,269          |
| Totogalpa            | 133.1 km²  | 11,927     | 17,463          |
| Yalagüina            | 70.92 km²  | 9,597      | 13,902          |

## Economía
Su actividad económica se encierra en el café, granos básicos, entre otros.